# 新潟県道30号新井柿崎線
新潟県道30号新井柿崎線（にいがたけんどう30ごう あらいかきざきせん）は、新潟県妙高市から上越市に至る県道（主要地方道）である。通称新柿線（あらかきせん）。

## 概要
妙高市など頸南地区から、上越市東部を経由して柿崎区の北陸自動車道・柿崎IC西側に至る幹線道路。妙高と柿崎の間を一般道経由で通行する場合、上新バイパスなどを経由すると遠回りになるため、短絡ルートとして利用される。

### 路線データ
- 起点：妙高市中町（下町交差点、新潟県道63号上越新井線交点）
- 終点：上越市柿崎区直海浜（直海浜三叉路、新潟県道129号犀潟柿崎線交点）

## 歴史
- 1993年（平成5年）5月11日 - 建設省から、県道新井柿崎線が新井柿崎線として主要地方道に指定される[1]。

## 路線状況

### 通称
- 新柿線

### 重複区間
- 新潟県道254号上小沢上越妙高停車場線（熊川交差点 - 針（観音堂前）交差点）
- 新潟県道95号上越飯山線（針交差点 - 板倉町役場前）
- 新潟県道258号長坂潟町停車場線（日根津交差点 - 上増田交差点）

### 主要構造物
- 関川橋

### 道の駅
- 道の駅よしかわ杜氏の郷（上越市吉川区長嶺）

## 地理

### 通過する自治体
- 妙高市
- 上越市

### 交差する道路
- 妙高市

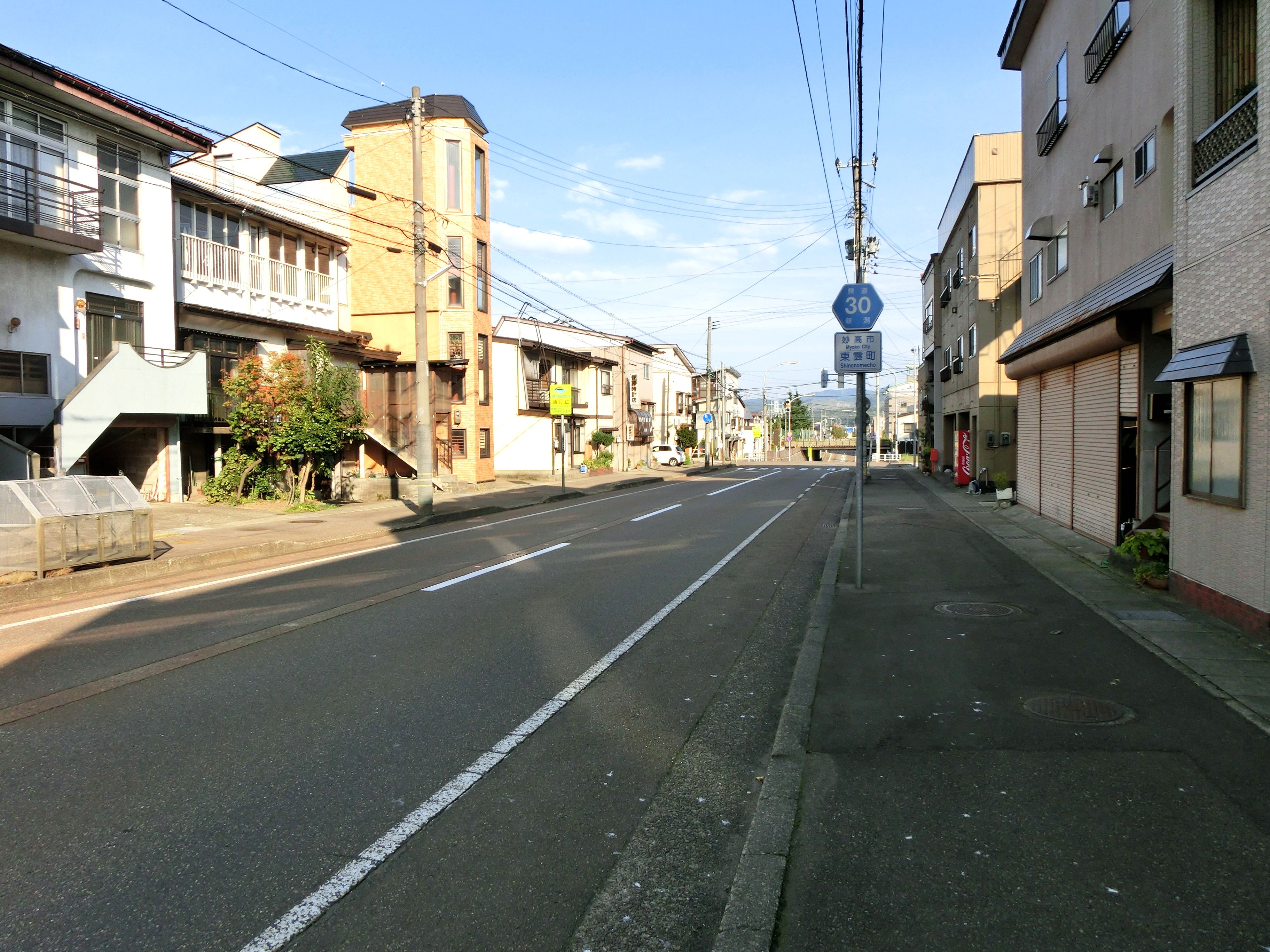
妙高市東雲町付近

  - 新潟県道63号上越新井線・新潟県道217号二本木岡川新井線（下町交差点）
  - 国道292号（関川町交差点）
  - 新潟県道455号上小沢北条線（吉木交差点）
- 上越市
  - 新潟県道184号三和新井線（吉増交差点）
  - 新潟県道254号上小沢上越妙高停車場線（熊川交差点 - 針（観音堂前）交差点）
  - 新潟県道95号上越飯山線（針交差点 - 板倉町役場前）
  - 新潟県道198号青柳高田線（下稲塚交差点）
  - 国道405号（野尻交差点）
  - 新潟県道302号本高津戸野目線（剣交差点）
  - 新潟県道13号上越安塚柏崎線（野村交差点）
  - 新潟県道43号上越安塚浦川原線（錦交差点）
  - 国道253号（青野交差点）
  - 新潟県道253号浦川原犀潟停車場線（森本交差点）
  - 新潟県道258号長坂潟町停車場線（日根津交差点 - 上増田交差点）
  - 新潟県道240号上増田吉川線（上増田交差点）
  - 新潟県道78号大潟高柳線（梶交差点）
  - 新潟県道338号原之町上下浜停車場線（長嶺交差点）
  - 国道8号（馬正面交差点）
  - 新潟県道129号犀潟柿崎線（直海浜三叉路）